# Murad IV.
Murad IV. 27. července 1612 – 8. ledna 1640) byl v letech 1623–1640 sultánem Osmanské říše, známým především díky obnovení autority státu, majestátu panovníka a tvrdými metodami. Ačkoliv byl oficiálním sultánem Osmanské říše již od roku 1623, až do roku 1632 byla vladařkou říše považována jeho matka Kösem Sultan (Nastoupil na trůn jako nezletilý, Kösem Sultan se tedy stala regentkou). Byl synem sultána Ahmeda I. a valide Kösem Sultan, které byla původem Řekyně (známá taky jako Mahpeyker). Moc získal v roce 1623, kdy nahradil svého strýce Mustafu I. Bylo mu pouhých jedenáct let, když započal svou vládu. Jeho vláda je proslavená především Osmansko-safíovskými válkami (1623–29), jejichž výsledkem bylo rozdělení Kavkazu mezi tyto říše, které byly spolu v nepřátelství již přes dvě století. Na stejném místě dnes existuje hranice mezi Tureckem a Íránem.

## Životopis

### Mládí (1623–1632)
Murad IV. byl dlouhou dobu pod kontrolou svých příbuzných a během prvních let vlády místo něj vládla jeho matka Kösem Sultan. V říši však vypukla anarchie, byrokracie, vojenské konflikty a vládu nad městy převzali despotičtí tyrani; Safíovská dynastie neustále útočila na Irák, v severní Anatolii vypukly vzpoury a v roce 1631 janičáři vtrhli do paláce, kde zabili velkovezíra a mnoho dalších. Murad IV. se pojistil, aby neskončil jako jeho starší bratr Osman II. (který byl zavražděn), a začal uplatňovat svou moc.
V roce 1628, kdy mu bylo šestnáct let, nechal pro výstrahu popravit svého švagra Karu Mustafu Pašu (manžela své sestry Fatmy Sultan a guvernéra Egypta).

### Absolutní vláda a politika
Jeho pravá autoritativní vláda začala asi roku 1632, kdy sesadil všechny tyrany, vymýtil korupci nahromaděnou za vlády posledních několika sultánů a nastolil pořádek, který už léta vůbec neexistoval. Taky obnovil autoritativní majestát panovníka. Murad IV. za své vlády zakázal v Istanbulu požívání alkoholu, tabáku, opia a kávy. Za porušení zákazu nechával viníky ihned popravit. Údajně se v noci procházel v ulicích v civilním oblečení a kontroloval, jak poddaní plní jeho rozkazy. V případě porušování zahodil svůj oblek a vyřešil situaci okamžitě svýma vlastníma rukama. Stejně jako jeho předek Selim II. posedával v kiosku u vody nedaleko paláce Seraglio a střílel šípy na kolemjdoucí nebo na projíždějící čluny, které se k němu přiblížily příliš blízko. Obnovil také velmi kruté soudní tresty; díky tomu byl popraven velkovezír za to, že zbil svou tchyni.

### Válka proti Safíovcům
Vláda Murada IV. byla významná především Osmansko-Safíovskou válkou (1623–39) proti Persii (dnešní Írán), kde si Osmané násilím podmanili Ázerbájdžán, okupovali Tabríz a Hamadán a nakonec v roce 1638 opět obsadili Bagdád. Po válce byla sepsána Zuhabská dohoda, která uznala změnu hraničního území; část Amasye, východní Arménie, východní Gruzie, Ázerbájdžán a Dagestán patřily k Persii, zatímco západní Arménie a západní Gruzie zůstala pod osmanskou nadvládou. Mezopotámie tedy díky Peršanům zanikla. Hranice se po válce ustálily a v téměř stejné podobě zůstaly dodnes; v dnešní době ale rozdělují Turecko, Irák a Írán.
Během obléhání Bagdádu v roce 1638 město vydrželo odolávat čtyřicet dní, než nakonec kapitulovalo.
Murad IV. sám osobně vedl osmanskou armádu v posledních letech války.  

### Vztahy s Mughalskou říší
Zatímco Murad tábořil u Bagdádu, setkal se s vyslanci mughalského císaře Šáhdžahána, kteří mu ukázali kusy jemně vyšívané látky, a dokonce i brnění. Murad jim na oplátku daroval nejlepší zbraně, sedla a kaftany, které odeslali jako dar vládci až do Mughalské říše.

## Architektura
Murad IV. kladl důraz na architekturu a během jeho vlády bylo vystavěno mnoho monumentů. V roce 1635 byl vystavěn kiosek v Bagdádu a Revanu, v roce 1638 v Jerevanu. Všechny byly postaveny v různých stylech. Mezi jeho ostatní stavby patří pavilon v paláci Kavak, mešita Meydanı, myslivna Bayrama Paši, hrobka, fontána a základní škola. V Konyi nechal postavit mešitu Şerafettin.

## Rodina

### Konkubíny
O konkubínách Murada IV. se mnoho neví, jelikož po jeho smrti žádný z jeho synů nežil, a tak neměl přímého pokračovatele rodu. Mnoho historiků považuje za jeho jedinou konkubínu Ayşe Sultan; až ke konci vlády se měla objevit druhá konkubína, nejspíše se jménem Sanevber. Je tedy možné, že měl dlouho jen jednu souložnici, dokud mu nebyla poslána jiná, a nebo měl nespočet konkubín, ale jen dvě byly povýšeny na Haseki sultan.

### Synové
Murad IV. měl 10 synů, žádný z nich však nedosáhl dospělosti, všichni zemřeli v dětském věku ještě před Muradovou smrtí:
- Şehzade Ahmed (21. prosince 1628–1639)
- Şehzade Numan (1628–1629)
- Şehzade Orhan (1629–1629)
- Şehzade Hasan (březen 1631–1632)
- Şehzade Suleiman (2. února 1632–1635)
- Şehzade Mehmed (8. srpna 1633–1640)
- Şehzade Osman (9. února 1634–1635)
- Şehzade Alaeddin (26. srpna 1635–1637)
- Şehzade Selim (1637–1640)
- Şehzade Mahmud (15. května 1638–1638)

### Dcery
Sultán Murad měl 3 dcery:
- Kaya Sultan, přezdívaná Ismihan (1633–59), v roce 1644 byla provdána za Abazu Meleka Ahmeda Pašu, který byl v letech 1638–51 vezírem
- Safiye Sultan, v roce 1659 provdána za Abaza Huseina Pašu, vezíra v letech 1674–75
- Rukiye Sultan, zemřela v roce 1696, poprvé provdána za Divrikli Ibrahima Pašu, podruhé za Gürcü Mehmeda Pašu

## Smrt
Murad IV. zemřel v roce 1640 ve věku 27 let na cirhózu jater.
Ke své smrtelné posteli si pozval popravčí, kterým dal za úkol popravit svého mentálně zaostalého bratra Ibrahima, který mohl znamenat konec Osmanské linie panovníků. Příkaz však nebyl vykonán a Ibrahim se stal jeho nástupcem, což fatálně ovlivnilo dění v následujících letech.

## V populární kultuře
Postava Murada IV. se vyskytuje v tureckém televizním seriálu Velkolepé století (Muhteşem Yüzyıl: Kösem), kde je jako dítě ztvárnil Cağan Efe Ak a jako dospělého sultána Metin Akdülger.